# Zoo de Bratislava
Le Zoo de Bratislava (slovaque : Bratislavská zoologická záhrada) a été créé le 9 mai 1960. Actuellement[Quand ?], le zoo a une superficie de 96 ha, dont seulement 35 sont exploités, avec 147 espèces et 617 individus.